# オリテ
オリテ（スペイン語: Olite）またはエリベリ（バスク語: Erriberri）は、スペイン・ナバラ州のムニシピオ（基礎自治体）。二言語の名称をスラッシュで分けたOlite / Erriberri（オリテ / エリベリ）が公式名である。中世のナバラ王国時代には、メリンダーデス（es、行政区）のひとつ、メリンダーデス・デ・オリテの中心地であった。

## 歴史
考古学上の発見から、紀元1世紀にはローマ帝国の居住地があったことがわかっている。強固な帯状の壁で囲まれた丘が、のちに中世には村落になった。現在の町の周囲からはローマ時代のヴィラ跡が見つかっている。
セビリャのイシドールスはその著作の中でオリテについて触れている。彼によると、西ゴート王スインティラが621年にOligicusという都市を築き、バスク人からの攻撃に備えて防衛を強化したという。1147年、ナバラ王ガルシア6世がエステーリャに特権を与えた際、王は初の憲章を、エステーリャのフランク人代官区であったオリテに授け、同時に土地をフランク人に与えた。民事裁判所の設置がオリテの発展を進めた。法的な措置として、王のヴィラの要員や施設と同様に、オリテそのものを代官区とし、大幅な税特権が与えられた。
1266年3月17日、サン＝ドニにて、テオバルド2世はオリテに毎年5月1日から15日間の市場を開く権利を与えた。この年からオリテでコルテスが開かれた。1302年1月、ナバラ女王フアナとナバラ王フェリペ（フランス王フィリップ4世）は市の開催時期を変えて欲しいというオリテの求めに応じて、11月2日から市を開催するよう変更した。
中世以後、ナバラ王に愛されたオリテは繁栄の時代を迎えた。カルロス3世と王妃レオノール・デ・トラスタマラは、この時代の輝きを反映させた壮麗なオリテ王宮を建設させた。
1630年、フェリペ4世はオリテに都市の地位を与えた。オリテの繁栄は、19世紀の戦争と政治的混乱で終止符が打たれた。人口が激減した。19世紀の特筆すべき出来事は自治体の危機と、スペイン初の農業協同組合3つのうち1つがオリテで結成されたことである。

## みどころ
- サン・ペドロ教会 - オリテ最古の教会。ロマネスク様式で建てられ、のちゴシック様式の拡張工事がなされた。
- 王立サンタ・マリア教会 - ゴシック様式
- テオバルドス宮殿 - ローマ時代に築かれた建築物が元。サンチョ7世は砦に転用し、テオバルド1世とテオバルド2世時代に宮殿となった。現在は国営のパラドール。
- オリテ王宮（スペイン語版） - 防衛用の砦が前身。カルロス3世によってナバラ王家の居住地にふさわしく改修された。当時ヨーロッパ有数の美しい宮殿とうたわれた。16世紀のカスティーリャ王国によるナバラ侵攻後、閉鎖され荒れるがままにされた。半島戦争さなかの1813年、侵攻して来たフランス軍によって宮殿が軍事拠点にされるのを恐れ、スペイン軍人フランシスコ・エスポスが命じて宮殿に放火させた。20世紀になって建設省が宮殿の修復を始めたがまだ終わっていない。原型に準じた姿を取り戻しているが、美しい室内装飾は、宮殿を取り巻いていた庭園と同様に、永久に失われてしまった。

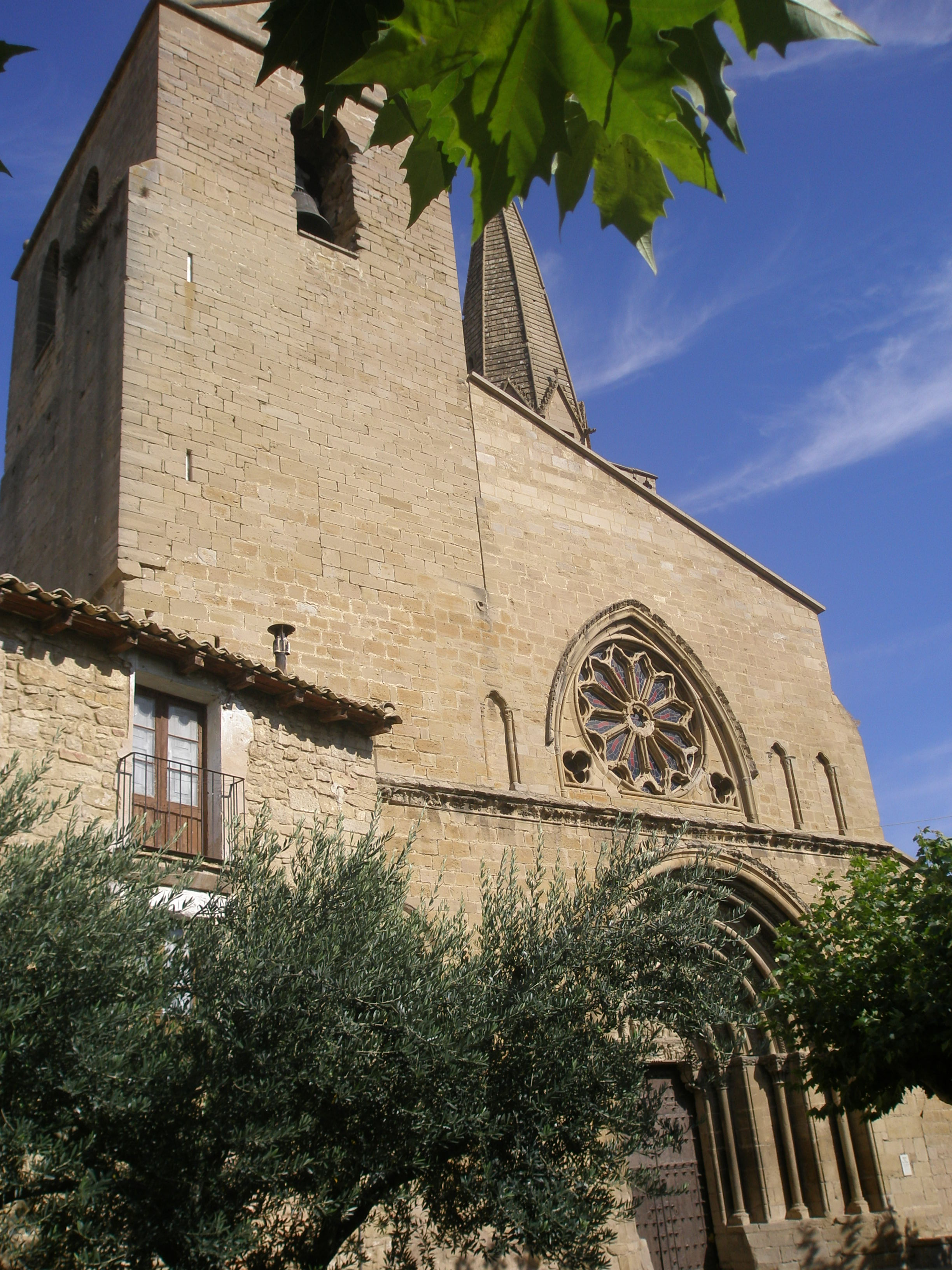
サン・ペドロ教会
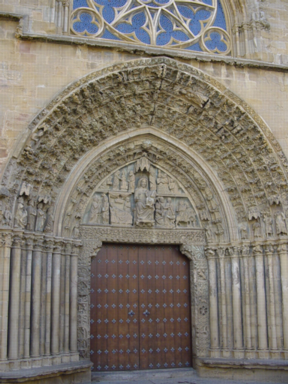
王立サンタ･マリア教会
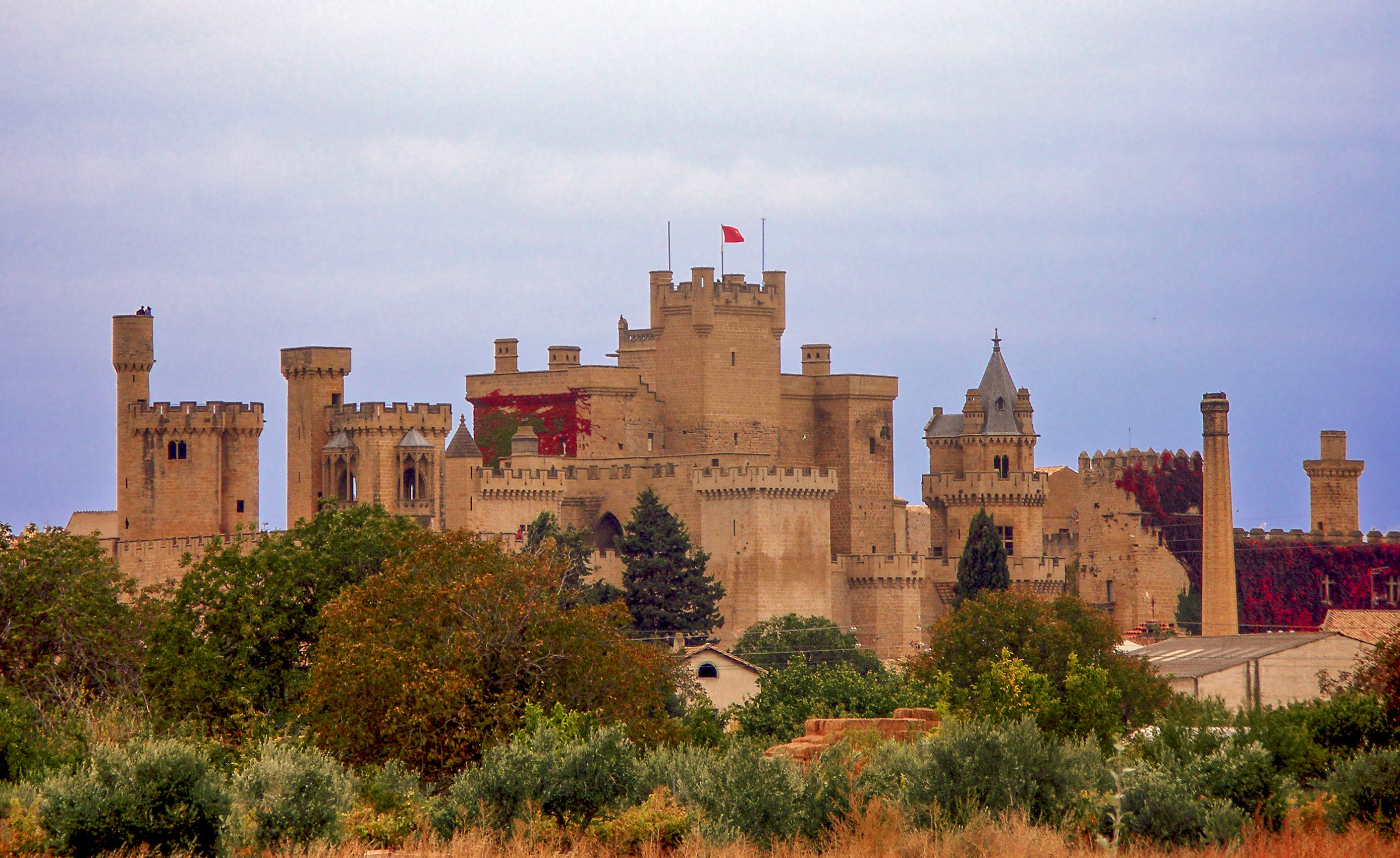
オリテ宮殿
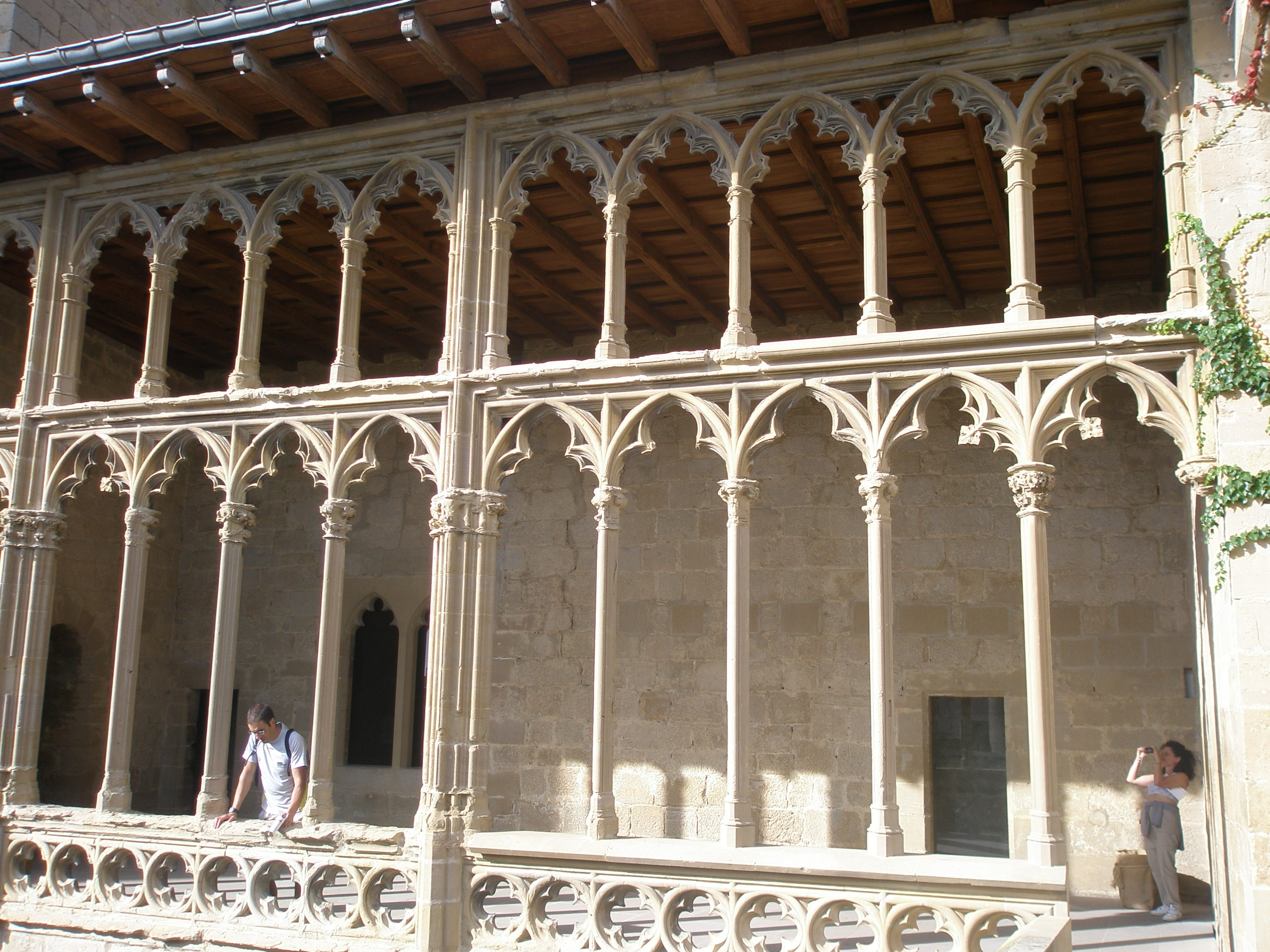
宮殿にある王妃の回廊